# Eupithecia iphiona
Eupitecia galepsa es una especie de polilla de la familia Geometridae. La especie fue descrita por primera vez por Claude Herbulot en 1987 y con localidad tipo en Bolivia, donde se han encontrado algunos ejemplares en la zona boscosa de la Villa Tunari, provincia del Chapare.